# ZanZarah: The Hidden Portal
ZanZarah: The Hidden Portal è un videogioco d'avventura con elementi di GdR e di azione, creato dalla Funatics Development e prodotto dalla THQ nel 2002.

## Trama
Amy è una studentessa diciottenne che vive a Londra. È sempre un po' distratta e sognante a causa della sua passione per il fantasy e, più specificamente, per la mitologia irlandese.
Un giorno la ragazza scopre nella sua soffitta un piccolo scrigno dall'ignoto materiale, che inizia a brillare dal momento in cui lo tocca.
Si apre quindi un portale dimensionale, che trasporta Amy nel mondo di ZanZarah.
Qui incontra un folletto di nome Rafi che si presenta come il responsabile del suo viaggio (lo scrigno ce l'aveva messo lui).
La piccola creatura presenta il nuovo mondo ad Amy, la quale, entusiasmata per la nuova scoperta, è in trepidazione per esplorare il regno.
Il folletto gli fa però presente che Zanzarah non è un posto completamente innocuo e per difendersi avrà bisogno di una Fairy che la protegga durante il cammino. Inoltre, Rafi la informa della possibilità di diventare un'allenatrice di Fairy, cosa che Amy inizierà a fare praticamente fin dal principio.
Con il tempo Amy scoprirà che il regno di ZanZarah un tempo era connesso con quello degli umani e che per ignoti motivi esso si è diviso dal nostro. Inoltre a complicare le cose, sembra che una forza oscura sia intenta a minacciare la pace del regno.

## Modalità di gioco
ZanZarah è uno strano connubio tra platform, azione e gioco di ruolo. Il giocatore sarà portato a compiere vaste esplorazioni tra un territorio e un altro, cercando di completare varie missioni che ci verranno affidate. Durante il nostro girovagare, troveremo delle Fairy che ci attaccheranno e noi dovremo difenderci con quella a nostra disposizione. Con la sconfitta dell'avversario, si profilerà la possibilità di catturare la fairy nemica e di farla entrare a far parte della squadra. Fino a qui, il gioco potrebbe assomigliare ai Pokémon, se non fosse per la struttura da gioco d'avventura che presenta la modalità esplorazione e, soprattutto, la struttura della modalità battaglia: i duelli tra fairy, sono infatti giocati come una partita in prima persona FPS (in stile Quake insomma) che ha reso il gioco piuttosto innovativo.
Per il resto il gioco funziona come un qualsiasi RPG: ci sono città dove ricevere quest e comprare oggetti, territori da esplorare stracolmi di Fairy da catturare e una base dove lasciare le Fairy in eccesso (la casa di Amy a Londra).
Molti di questi luoghi possono essere raggiunti tramite un sistema di teletrasporto che facilita gli spostamenti e rende l'esplorazione di ZanZarah meno monotona.

## Colonna sonora
Le ambientazioni sono studiate per dare tutto il senso fantasioso e sognante delle fiabe irlandesi. Le musiche create da King Einstein seguono gli schemi folkloristici pre medievali arricchite dalle voci di Karina Gretere e di Enya.

## Seguito
Dopo l'uscita di ZanZarah: The Hidden Portal, si era venuta a creare una piccola schiera di fan nell'Europa dell'est, che hanno poi chiesto a gran voce la creazione di un seguito del gioco. In un primo momento, i dirigenti della Funatics Development avevano intenzione di lavorare su un progetto che avevano poi chiamato ZanZarah: The Lost Village.